# 信长之野望·创造
《信长之野望·创造》是由光荣公司制作发行的历史类战略游戏，是信长之野望系列第14作。本游戏最初于2013年12月12日在Windows和PlayStation 3同时发行。游戏后于2014年在PlayStation 4和PlayStation Vita发行。在2017年作为首发游戏在任天堂Switch上发行。
本游戏与过去作品类似，玩家可以选择大名，目的是要统一日本。武将的能力分为统率、武勇、知略、政治、主义、士道和必要忠诚,惟一貫針對玩家的圍剿攻擊而失去中立立場為玩家所垢病。
2016年3月推出改良版游戏《信长之野望·创造 戰國立志傳》，简化了系统命令。

## 劇本
- 家督相続　1551年4月
- 桶狭間之戰　1560年4月
- 信長包圍網　1570年6月
- 如夢似幻　1582年1月
- 清須会議　1582年7月
- 群雄集結　1615年7月
- 天下布武　1567年8月－特典或下載內容
- 長篠之戰　1575年2月－特典或下載內容
- 天王山　1582年6月－特典或下載內容
- 天下三十將　1615年8月－下載內容
- 嚴島之戰　1555年10月－下載內容
- 手取川之戰　1577年9月－下載內容
- 信玄上洛　1572年12月－下載內容
- 独眼龍崛起　1584年10月－下載內容
- 信長誕生　1534年6月－威力加強版
- 美濃腹蛇　1542年8月－威力加強版
- 軍神降臨　1548年12月－威力加強版（長尾景虎）
- 九州征伐　1586年11月－威力加強版
- 關原之戰　1600年6月－威力加強版（石田三成）
- 大坂之陣　1614年8月－戰國立志傳（真田幸村）
- 織德同盟　1562年2月
- 盛開在井伊的花朵　1565年9月－Nintendo Switch特典內容（井伊直虎）

## 外部連結
- 日本　GAMECITY　信長之野望‧創造　with　威力加強版　官方網站（页面存档备份，存于）（日語）
- 臺灣　GAMECITY　信長之野望‧創造　with　威力加強版　官方網站（页面存档备份，存于）（繁體中文）
- 日本　信長之野望‧創造　戰國立志傳　官方網站（页面存档备份，存于）（日語）
- 臺灣　信長之野望‧創造　戰國立志傳　官方網站（页面存档备份，存于）（繁體中文）